# Haurietis aquas
 Haurietis aquas  è la XXXII enciclica di papa Pio XII, pubblicata il 15 maggio 1956, e dedicata alla devozione al Sacro Cuore di Gesù.

## Argomenti
- Introduzione: Mirabile sviluppo del culto al SS. Cuore di Gesù nei tempi moderni
- I. Fondamenti e prefigurazioni del culto al S. Cuore di Gesù nell'Antico Testamento
  - 1. Incomprensione della vera natura del culto al cuore di Gesù da parte di alcuni cristiani
  - 2. Stima e benemerenze dei sommi pontefici per il culto al Cuore di Gesù
  - 3. L'amore di Dio, motivo dominante del culto al s. Cuore nell'Antico Testamento
- II. Legittimità del culto al cuore di Gesù secondo il Nuovo Testamento e la tradizione
  - 1. L'amore di Dio nel mistero dell'incarnazione redentiva secondo il Vangelo
  - 2. Triplice amore del Redentore per il genere umano: sensibile, spirituale e divino
  - 3. La testimonianza dei santi padri in favore degli affetti sensibili del Verbo incarnato
  - 4. Simbolismo naturale del cuore di Gesù affermato velatamente nella s. Scrittura e nei santi padri
- III. Partecipazione attiva e profonda del cuore di Gesù alla missione salvifica
  - 1. Il cuore di Gesù simbolo di perfettissimo amore: sensibile, spirituale umano e divino, durante la vita terrena dei Salvatore
  - 2. L'Eucaristia, la Vergine madre, il sacerdozio: doni del cuore amantissimo di Gesù
  - 3. La chiesa e i sacramenti sono doni dei cuore di Gesù
  - 4. Il cuore di Gesù simbolo dei suo triplice amore per l'umanità nella vita gloriosa
  - 5. I doni dello Spirito Santo sono anche doni del cuore adorabile di Gesù
  - 6. Il culto al cuore di Gesù è il culto della persona dei Verbo incarnato
- IV. Nascita e progressivo sviluppo del culto al cuore di Gesù
  - 1. Albori del culto al cuore di Gesù nella devozione alle piaghe sacrosante della passione
  - 2. Il culto al s. Cuore nel medioevo e nei secoli seguenti
  - 3. Approvazione pontificia della festa del s. Cuore
  - 4. Spiritualità e nobiltà del culto al s. Cuore di Gesù
- V. Ammonimenti ed esortazioni per una pratica più illuminata e più estesa del culto al cuore SS. di Gesù
  - 1. Invito a meglio comprendere e attuare le varie forme di devozione al Cuore di Gesù
  - 2. Massima utilità dei culto al s. Cuore per le necessità attuali della chiesa
  - 3. Il culto al s. cuore di Gesù, vessillo di salvezza anche per il mondo moderno
  - 4. Invito a una degna celebrazione del I centenario della festa dei s. Cuore